# Camp Rock
Camp Rock – pełnometrażowy film fabularny wyprodukowany przez Disney Channel, w którym w bohaterów wcielili się członkowie zespołu Jonas Brothers oraz piosenkarka Demi Lovato. Premiera w Stanach Zjednoczonych odbyła się 20 czerwca 2008 roku. Młodzieżowy musical został napisany przez Julie Brown, Paula Browna, Reginę Hicks i Karen Gist. Film był kręcony w Camp Wanakita i Camp Kilcoo w the Haliburton Highlands, Ontario w Kanadzie.

## Fabuła
Główną bohaterką filmu jest Mitchie, nastoletnia dziewczyna, która za wszelką cenę pragnie spędzić wakacje na prestiżowym obozie muzycznym – tytułowym Camp Rock. Może to jednak zrobić jedynie pod warunkiem, że będzie pomagać swojej matce, która zatrudniła się jako kucharka w obozie. Kiedy podczas obozu Mitchie próbuje w samotności swoich umiejętności w śpiewaniu, słyszy ją – choć nie widzi – nastoletni gwiazdor muzyki pop, Shane Gray, i postanawia dowiedzieć się, kto kryje się za tym pięknym głosem. Jednocześnie Mitchie, chcąc zaprzyjaźnić się z „królową obozu” Tess Tyler, okłamuje wszystkich, że jej matka jest prezesem programu „Hity i Newsy” w Chinach. Jednak Tess nie jest prawdziwą przyjaciółką Mitchie – wykorzystuje ją, a kiedy odkrywa, że główna bohaterka ma piękny głos, spycha ją na dalszy plan, każąc jej śpiewać w chórkach. Po odkryciu kłamstwa, Mitchie zostaje skreślona z listy chóru i zakłada zespół z przyjaciółką – Caitlyn. Tess, widząc w Mitchie konkurencję, wrabia ją w kradzież bransoletki, w wyniku czego dziewczyny nie mogą wystąpić w wielkim finale konkursu. Na koniec Mitchie śpiewa własną piosenkę i wtedy Shane odkrywa, czyj śpiew przypomniał mu, jaką muzykę naprawdę kochał. Shane dołączył do Mitchie w czasie występu. Na koniec wszyscy razem śpiewają piosenkę „We Rock”.

## Bohaterowie

### Główni
- Mitchie Torres (Demi Lovato) to główna żeńska bohaterka w filmie. Nie jest bogata, ale zawsze marzyła o tym, żeby pojechać na Camp Rock. Aby spełnić swoje pragnienia, pomaga swojej mamie (Maria Canals Barrera) w pracy w kuchni. Rychło na jaw wychodzi jej kłamstwo o tym, że jej matka jest prezenterką „Hitów i Newsów” w Chinach – gdy w rzeczywistości jest ona kucharką na obozie. Gdy Mitchie zostaje posądzona przez Tess o kradzież bransoletki, ona i Caitlyn zostają pozbawione możliwości wystąpienia w Wielkim Finale obozowym, lecz w końcu śpiewa piosenkę („This is me”), którą słyszy Shane Gray i dodaje swoje zakończenie („Gotta find you”).
- Shane Gray (Joe Jonas) to główny bohater męski w filmie. Jest wokalistą zespołu Connect Three. Na początku filmu ukazany jest jako kapryśny gwiazdor, któremu nie podoba się pobyt na Camp Rock. Shane przypadkiem słyszy dziewczynę, Mitchie Torres, której śpiew przypomina mu muzykę, jaką kiedyś lubił. Przebywał na Camp Rock trzy lata wcześniej.
- Nate Gray (Nick Jonas) jest bratem Shane’a i Jasona oraz członkiem zespołu. Jest gitarzystą i wokalistą w zespole Connect Three.
- Jason Gray (Kevin Jonas) jest bratem Shane’a i Nate’a oraz członkiem zespołu. Jest głównym gitarzystą w zespole Connect Three. Nie grzeszy inteligencją. Pragnął, aby Shane zrobił mu na warsztatach karmnik.
- Caitlyn Geller (Alyson Stoner) jest najlepszą koleżanką Mitchie, którą spotkała na obozie. Jest jedyną osobą, która nigdy nie była złośliwa w stosunku do niej. Caitlyn chce zostać producentem muzycznym i wszędzie nosi ze sobą laptopa. Dawno temu przyjaźniła się z Tess.
- Tess Tyler (Meaghan Jette Martin) jest negatywną bohaterką. Jedzie na obóz, bo planuje zostać gwiazdą. W związku z tym jest złośliwa w stosunku do innych osób, np. Mitchie. Dawno temu przyjaźniła się z Caitlyn, ale uznała ją za wroga, gdy okazało się, że dziewczyna ma talent.
- Ella Pador (Anna Maria Perez de Taglé) jest przyjaciółką Tess, wszędzie za nią chodzi i robi wszystko, co Tess jej każe. Nie ma w niej tyle zawiści, co w Tess, ale przyjaźni się z nią, bo chce być popularna. Pod koniec sprzeciwia się Tess.
- Margaret „Peggy” Dupree (Jasmine Richards) jest przyjaciółką Tess, wszędzie za nią chodzi i robi wszystko, co Tess jej każe. Nie ma w niej tyle zawiści, co w Tess, ale przyjaźni się z nią, bo chce być popularna. Pod koniec sprzeciwia się Tess, tak jak Ella.
- Lola Scott (Aaryn Doyle) od dawna jeździ na Camp Rock i zaprzyjaźnia się z Mitchie i Caitlyn. Świetnie śpiewa.

### Pozostali
- Barron (Jordan Francis) Przyjaciel Loli i Sandera.
- Sander (Roshon Fegan) Przyjaciel Loli i Barrona.
- Connie Torres (Maria Canals Barrera) jest mamą Mitchie. Wspiera ją w realizacji marzeń i załatwia jej pracę na Camp Rock.
- Andy (Giovanni Spina) Bębniarz, którego Shane uczy tańczyć.
- Steve Torres (Ed Jaunz) tata Mitchie.
- Brown Cessario (Daniel Fathers) właściciel obozu Camp Rock.
- Dee La Duke (Julie Brown) właścicielka obozu Camp Rock.
- TJ Tyler (Jennifer Ricci) jest mamą Tess.
- Sierra (Bailey Stocker) przyjaciółka Mitchie ze szkoły.

## Ścieżka dźwiękowa
Ścieżka dźwiękowa ukazała się w USA 20 czerwca 2008.
1. We Rock – Obsada Camp Rock

2. Play My Music – Connect 3

3. Gotta Find You – Shane Gray

4. Start The Party – Barron i Sander

5. Who Will I Be – Mitchie Torres

6. This is Me – Mitchie i Shane

7. Hasta La Vista – Barron, Sander, Ella

8. Here I Am – Peggy

9. Too Cool – Tess

10. Our Time Is Here (Utwór Bonusowy) – Mitchie, Lola, Tess, Peggy & Ella

11. Two Stars – Tess

12. What It Takes – Lola
W Polsce premiera płyty odbyła się 15 września 2008 roku.

## Wersja polska
Opracowanie i udźwiękowienie wersji polskiej: Sun Studio Polska

Reżyseria: Artur Kaczmarski

Dialogi polskie: Jan Jakub Wecsile

W wersji polskiej wystąpili:
- Agnieszka Mrozińska – Mitchie Torres
- Marcin Bosak – Shane Gray
- Anna Dereszowska – Connie Torres
- Joanna Jabłczyńska – Tess Tyler
- Grzegorz Pawlak – Brown Cesario
- Justyna Bojczuk – Caitlyn
- Marcin Hycnar – Nate
- Jakub Tolak – Jason
- Zuzanna Jaźwińska – Ella
- Julia Hertmanowska – Peggy
- Beata Jankowska-Tzimas – Dee
- Katarzyna Łaska – Lola
- Gwary: Izabela Dąbrowska, Julia Kołakowska, Anna Sztejner, Piotr Deszkiewicz, Adam Pluciński, Karol Wróblewski